# Australia ai Giochi della XXVI Olimpiade
L'Australia partecipò ai Giochi della XXVI Olimpiade, svoltisi ad Atlanta, Stati Uniti, dal 19 luglio al 4 agosto 1996, con una delegazione di 417 atleti impegnati in ventisei discipline.

## Risultati

### Calcio
- Uomini

| Atleta | Classifica |                      |
| --- | --- | -------------------- |
| V · D · M Nazionale olimpica australiana · Calcio ai Giochi Olimpici Estivi 1996 1 Juric · 2 Lozanovski · 3 Moric · 4 Babic · 5 Muscat · 6 Horvat · 7 Tsekenis · 8 Corica · 9 Viduka · 10 Vidmar · 11 Tiatto · 12 Spiteri · 13 Foxe · 14 Agostino · 15 Casserly · 16 Enes · 17 Aloisi · 18 Petkovic · CT : Thomson | 13° |                      |
| Nazionale olimpica australiana · Calcio ai Giochi Olimpici Estivi 1996 | |                      |
| 1 Juric · 2 Lozanovski · 3 Moric · 4 Babic · 5 Muscat · 6 Horvat · 7 Tsekenis · 8 Corica · 9 Viduka · 10 Vidmar · 11 Tiatto · 12 Spiteri · 13 Foxe · 14 Agostino · 15 Casserly · 16 Enes · 17 Aloisi · 18 Petkovic · CT: Thomson                                                                                   | 1 Juric · 2 Lozanovski · 3 Moric · 4 Babic · 5 Muscat · 6 Horvat · 7 Tsekenis · 8 Corica · 9 Viduka · 10 Vidmar · 11 Tiatto · 12 Spiteri · 13 Foxe · 14 Agostino · 15 Casserly · 16 Enes · 17 Aloisi · 18 Petkovic · CT: Thomson | Australia (bandiera) |